# Cechenena mirabilis
Cechenena mirabilis là một loài bướm đêm thuộc họ Sphingidae. Loài này có ở Himalaya ở Ấn Độ.
Nó khác các loài thuộc chi Cechenena khác bởi màu nền xanh cỏ-xanh da trời của phía trên cánh trước.